# Northern Ontario Junior Hockey League
La Northern Ontario Junior Hockey League è una lega di hockey su ghiaccio di livello Tier II Junior A sotto la supervisione della Canadian Junior A Hockey League, la Northern Ontario Hockey Association ed Hockey Canada.  I North Bay Skyhawks competono anche in interlega nella Central Junior A Hockey League.  Il vincitore dei playoff NOJHL compete per la Dudley Hewitt Cup con i vincitori dell'Ontario Provincial Junior A Hockey League e della Superior International Junior Hockey League. Il campione della Dudley Hewitt Cup compete poi per la Royal Bank Cup.
La lega ha sede a North Bay, Ontario ed ha come presidente Wayne Stickland e come manager Hector Seguin. I campioni in carica sono i Soo Indians.

## La moderna NOJHL
L'attuale incarnazione della NOJHL è compresa di sei squadre canadese e una statunitensi. Con squadre a North Bay, Sudbury, Sault Ste. Marie, Ontario e Michigan, Blind River, Iroquois Falls e Manitoulin Island, la lega è stanziata nella regione meridionale del Northeastern Ontario.
La storia dell'attuale NOJHL inizia nel 1972.  La lega però non aveva basi solide e competeva come la Junior A. Nel Southern Ontario l'Ontario Major Junior Hockey League was stava pensando ad espandersi al nord.  I due migliori team della lega, i Sudbury Wolves ed i Sault Ste. Marie Greyhounds, accettarono un invito dalla OMJHL.  La terza squadra, i North Bay Trappers, decise di non restare nei paraggi e saltò alla nuova lega dell'Ontario Hockey Association, l'Ontario Provincial Junior A Hockey League.  L'unica squadra rimasta furono i Chelmsford Canadiens.  Una stagione prima gli Espanola Screaming Eagles erano stati un membro della lega, but ma scelese di passare alla NOHA Jr. B Hockey League nel 1971. I Canadiens li raggiunsero nel 1972.
La NOHA Jr. B Hockey League divenne importante a fine anni '60.  Nel 1970 i Capreol Hawks aderirono e vinsero subito il titolo.  Nel 1971 entrò Espanola seguita da Chelmsford in 1972.  Nel 1973 i Canadiens si trasferirono a Rayside-Balfour e divennero Canadians.  I Onaping Falls Huskies aderirono nel 1974, i Nickel Centre Native Sons nel 1976, e poi una squadra del Michigan - i Marquette Americans.
Nel 1978 la NOHA Jr. B Hockey League fu rinominata Northern Ontario Junior Hockey League e promossa a Tier II Junior "A". Con i precedenti team Jr. "B" ed i Sudbury Cubs la lega tornò in azione.  Nel 1981 aderirono anche gli Elliot Lake Vikings. Nel 1983 uscirono gli Onaping Falls Huskies sebbene avessero vinto tre titoli in quattro anni. Dopo una stagione di sosta tornarono per altri due anni e poi fallirono definitivamente. Nel 1986 Rayside-Balfour si fermò e Capreol fallì, facendo scendere a quattro il numero di squadre. L'Ontario Provincial Junior A Hockey League aveva anch'essa solo quattro squadre, così collaborò con la NOJHL come se fossero due divisioni della stessa lega con un programma di partite allacciato. La NOJHL sopravvisse ma la OPJHL no.
Dopo 8 anni un campione della NOJHL riuscì a battere quello della OPJHL per il campionato della Ontario Hockey Association.  I Nickel Centre Power Trains batterono infatti i Owen Sound Greys 4 partite a 2 nella semifinale della Dudley Hewitt Cup—il Central Canadian Junior "A" Championship.
L'anno successivo i Canadians tornarono nella lega con un team chiamato Thessalon Flyers.
Nel 1988 i Haileybury 54's entrarono e nel 1989 fecero lo stesso i Rouyn-Noranda Capitales.  Thessalon fallì nel 1990, Haileybury si spostò a Powassan nel 1991 e gli Timmins Golden Bears aderirono.  Una stagione dopo Sudbury divenne Nickel Centre e poi fallì.  Nel 1994 Powassan andò a Sturgeon Falls e i Parry Sound Shamrocks entrarono nella lega.  Nel 1996 Rouyn-Noranda fallì per preparare la strada alla nuova squadra della Quebec Major Junior Hockey League che stava per spostarsi in quella città.
Nel 1999 Timmins si trasferì ad Iroquois Falls, Elliot Lake a Nickel Centre, e nacquero i Soo Thunderbirds.  Inoltre Parry Sound passò alla rinata OPJHL.  Un anno dopo Nickel Centre si spostò a Blind River e furono fondati i Sudbury Jr. Wolves.  Nel 2002 gli Sturgeon Falls traslocarono a North Bay.  Una stagione più tardi aderì alla lega una squadra di Manitoulin ed Espanola passò a Sault Ste. Marie, Michigan.  Infine nel 2005 fallì la squadra più importante della storia della NOJHL, i Rayside-Balfour. Dal 1996 al 2002 la squadra vinse 7 NOJHL Championships consecutivi, 3 Dudley Hewitt Cup.

## Squadre
Attualmente la NOJHL è composta da sei squadre.  I campioni 2006-07, i Soo Indians, hanno preso un anno di pausa in attesa di essere ceduti.
| Squadra              | Città            |
| -------------------- | ---------------- |
| North Bay Skyhawks   | North Bay        |
| Sudbury Jr. Wolves   | Copper Cliff     |
| Soo Thunderbirds     | Sault Ste. Marie |
| Blind River Beavers  | Blind River      |
| Abitibi Eskimos      | Iroquois Falls   |
| Manitoulin Islanders | Little Current   |

## Vincitori del Copeland-McNamara Trophy
NOJHL Era moderna
1979 	Nickel Centre
1980 	Onaping Falls Huskies
1981 	Onaping Falls Huskies
1982 	Onaping Falls Huskies
1983 	Elliot Lake Vikings
1984 	Rayside Balfour Canadians
1985 	Sudbury Cubs
1986 	Onaping Falls Huskies
1987 	Nickel Centre
1988 	Sudbury Cubs
1989 	Sudbury Cubs
1990 	Sudbury Cubs
1991 	Sudbury Cubs
1992 	Powassan Hawks
1993 	Powassan Hawks
1994 	Powassan Hawks
1995 	Timmins Golden Bears
1996 	Rayside-Balfour Sabrecats
1997 	Rayside-Balfour Sabrecats
1998 	Rayside-Balfour Sabrecats
1999 	Rayside-Balfour Sabrecats
2000 	Rayside-Balfour Sabrecats
2001 	Rayside-Balfour Sabrecats
2002 	Rayside-Balfour Sabrecats
2003 	North Bay Skyhawks
2004	North Bay Skyhawks
2005 	North Bay Skyhawks
2006   Sudbury Jr. Wolves
2007   Soo Indians
NOJHL fu riformata per la stagione 1978-79.
NOHA Jr. B
La tradizione Northern Tradition continuò al "B" level.
1971   Capreol Hawks
1972
1973
1974
1975
1976
1977
1978
NOJHL
NOJHL rinacque nel 1962.
1963 	Espanola Eagles
1964 	North Bay Trappers
1965 	Garson Falconbridge Native Sons
1966 	North Bay Trappers
1967 	Soo Greyhounds
1968 	North Bay Trappers
1969 	Sudbury Wolves
1970 	Soo Greyhounds
1971 	Sudbury Wolves
1972 	Soo Greyhounds
Dopo il 1972 la NOJHL fallì dopo che i Wolves ed i Greyhounds passarono all'Ontario Hockey League.
NOJHA
1928  	Soo Greyhounds
1929 	Soo Greyhounds
1930 	Soo Greyhounds
1931 	Soo Greyhounds
1932 	Sudbury Cub Wolves
1933 	Sudbury Cub Wolves
1934 	North Bay Trappers
1935 	North Bay Trappers
1936 	Sudbury Cub Wolves
1937 	Copper Cliff Redmen
1938 	North Bay Trappers
1939 	North Bay Trappers
1940
1941
1942 	Soo Greyhounds
1943
1944
1945
1946
1947
1948   Copper Cliff Redmen
1949
1950
1951 	Soo Red Wings
Lega ufficialmente fallita.